# Serhi Smelyk
Serhi Smelyk (Ucrania, 19 de abril de 1987) es un atleta ucraniano, especialista en la prueba de 200 m en la que llegó a ser medallista de bronce europeo en 2014.

## Carrera deportiva
En el Campeonato Europeo de Atletismo de 2014 ganó la medalla de bronce en los 200 metros, con un tiempo de 20.30 segundos, llegando a meta tras el británico Adam Gemili (oro con 19.98 s) y el francés Christophe Lemaitre (plata con 20.15 segundos).